# Braux-Saint-Remy
Braux-Saint-Remy è un comune francese di 89 abitanti situato nel dipartimento della Marna, nella regione del Grand Est.

## Società

### Evoluzione demografica
Abitanti censiti